# Революційна асоціація жінок Афганістану
Революційна асоціація жінок Афганістану (RAWA) (перс. جمعیت انقلابی زنان افغانستان, Jamiyat-e Enqelābi-ye Zanān-e Afghānestān, пушту:د افغانستان د ښڅو انقلابی جمعیت) — жіноча організація, що базується в місті Кветта, Пакистан, яка виступає на захист прав жінок та ідей секулярної демократії. Асоціація була заснована 1977 року Міною Кешвар Камаль, афганською студенткою і феміністкою. В лютому 1987 року Камаль за її соціальний активізм убили з політичних мотивів. На початку 1980-х Асоціація, що підтримує стратегію ненасильства, перебралася до Пакистану з першого свого офісу в Кабулі, Афганістан.
Асоціація прагне залучити афганських жінок до участі в політичних і соціальних діях на захист дотримання прав людини щодо жінок, виступає проти фундаменталістської політики Афганістану, закликаючи уряд до демократії і секуляризму. Активістки асоціації також борються за всебічне роззброєння.
Асоціація спочатку виступала проти прорадянського уряду Афганістану, а згодом — проти уряду моджахедів і ісламістів Талібану, а проти форми ісламської республіки, підтримуваної США, а наразі проти Талібану, що захопив Афганістан у 2021 році.

## Історія
RAWA утворилася 1977 року в Кабулі як незалежна соціальна і політична організація жінок Афганістану, що борються за права людини і соціальну справедливість. Через деякий час Асоціація частково перебазувалася до Пакистану і сьогодні веде свою діяльність на захист афганських жінок переважно звідти.

## Заснування

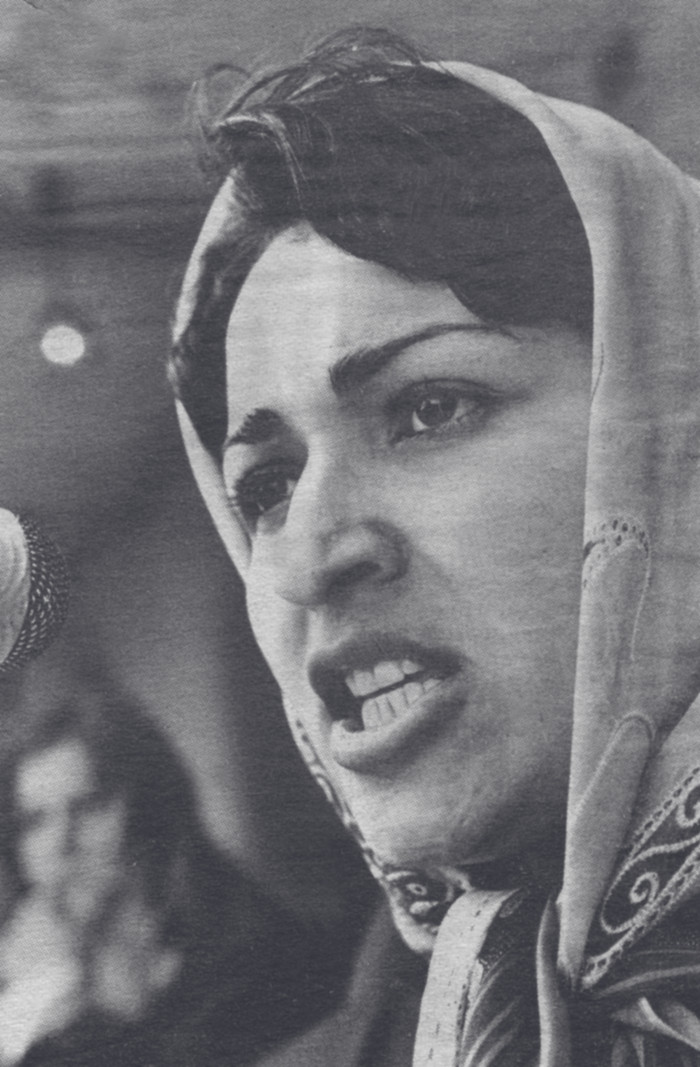
Міна Кешвар Камаль (1956—1987 рр.), засновниця RAWA

RAWA була заснована групою афганок під керівництвом Міни Кешвар Камаль. Вже у віці 21 року активістка заклала основи діяльності Асоціацї, займаючись жіночою освітою в Афганістані. 1979 року Камаль почала кампанію проти радянського втручання і прорадянського уряду Афганістану. 1981 року активістка приступила до випуску журналу Payam-e-Zan («Голос жінки»), що видавався двома мовами. Того ж року вона взяла участь у з'їзді Соціалістичної партії у Франції. Завдяки Кешвар Камаль к Пакистані почали працювати школи для дітей афганських біженців, лікарні і ремісничі центри для жінок-біженок. За діяльність і погляди, відкрите протистояння уряду і фундаменталістам її вбили 4 лютого 1987 року, через 10 років після заснування Асоціації.

## RAWA в 1990-ті роки

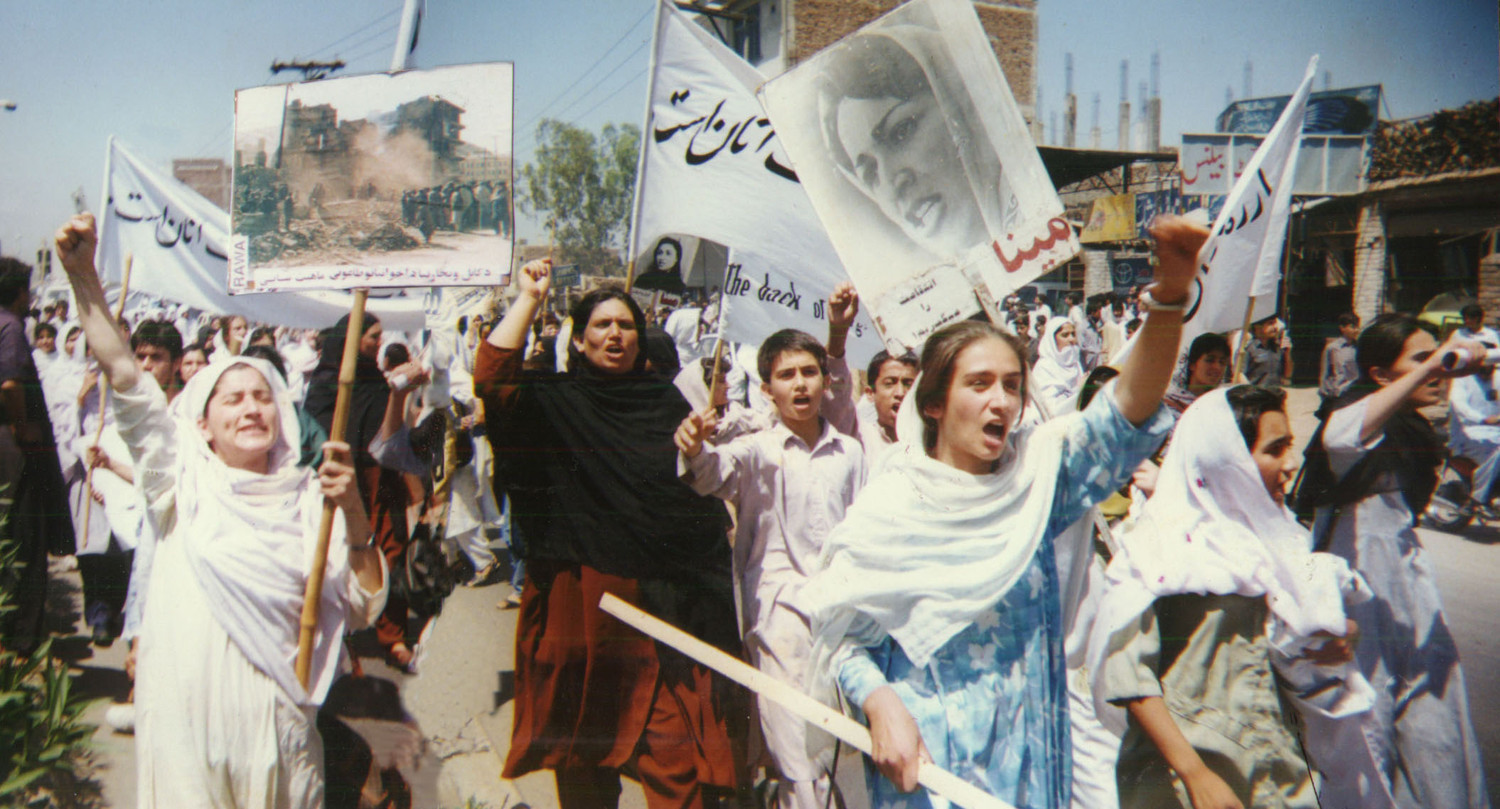
Протестна акція RAWA в Пешаварі, Пакистан, 28 квітня 1998 р.

В 1990-ті значна частина зусиль RAWA в Пакистані була спрямована на проведення семінарів, прес-конференцій та збирання коштів. Асоціація створила таємні школи, дитячі будинки, курси медсестер і ремісничі центри для жінок і дітей в Пакистані і Афганістані. Активісти RAWA таємно знімали побиття і страти жінок Шаріатською гвардією на вулицях Афганістану. Діяльність RAWA була заборонена як Талібаном, так і Північним альянсом.

## RAWA після вторгнення США 2001 року
RAWA активно критикує війну в Афганістані, розв'язану НАТО 2001 року, за високі показники жертв серед цивільного населення. Організація пред'явила позов уряду США за незаконне використання чотирьох фотографій з сайту RAWA в пропагандистських листівках, розповсюджуваних в Афганістані під час війни.
Після розгрому талібського уряду арміями США і Північного альянсу RAWA публічно заявила, що фундаменталістський Північний альянс небезпечний не менше, ніж Талібан. Асоціація стверджує, що уряд президента Хаміда Карзая не знаходить підтримки в Афганістані, а фундаменталісти просувають закони, що дискримінують жінок так само, як при Талібані. Цю інформацію підтверджують звіти ЗМІ та Human Rights Watch про діяльність політика і воєначальника Ісмаїл-Хана в Гераті. Саме Ісмаїл-Хан заснував Шаріатську гвардію, яка змушує жінок дотримуватися суворих правил в одязі і поведінці.

## RAWA сьогодні[коли?]
RAWA збирає кошти на підтримку лікарень, шкіл і дитячих будинків, а також, як і раніше, веде багато проєктів у Пакистані і Афганістані, зокрема спільний проєкт із CharityHelp.org для допомоги сиротам.
Не так давно Асоціація відновила свою діяльність на території Афганістану і провела там кілька заходів. У Кабулі активісти RAWA відзначили Міжнародний жіночий день у 2006, 2007 і 2008 роках.
27 вересня 2006 р. активістка RAWA вперше (можливо, за всю історію організації) виступила за круглим столом на афганському телебаченні, на телеканалі TOLO TV. У ході дебатів з представником безкомпромісних ісламських фундаменталістів вона назвала їх лідерів «військовими злочинцями, відповідальними за трагічне становище сьогоднішнього Афганістану». TOLO TV цензурував усі уривки запису, де згадувалися конкретні імена.
7 жовтня Афганська жіноча місія (Afghan Women's Mission) організувала в Лос-Анджелесі благодійний захід на підтримку RAWA. Головною гостею події стала Ів Енслер, а серед промовиць були Соналі Колгаткар і Зоя, активістка RAWA. «Зоя» — псевдонім активістки Міжнародного комітету RAWA, яка побувала в багатьох країнах, зокрема в США, Іспанії та Німеччини. 2003 року вона отримала міжнародне визнання завдяки автобіографії «Історія Зої: боротьба афганської жінки за свободу» (Zoya's Story — An Afghan woman's Battle for Freedom).
2009 року RAWA й інші жіночі правозахисні організації жорстко засудили Шиїтський сімейний кодекс, який легалізує зґвалтування в шлюбі поряд з дитячими шлюбами і практикою пурди (самітництва) одружених жінок серед мусульман-шиїтів Північного Афганістану. Кодекс був схвалений президентом Афганістану Хамідом Карзаєм, який прагнув таким чином отримати підтримку населення цієї області і сусідньої Ісламської Республіки Іран, також населеної переважно шиїтами. Серед іншого, Кодекс законодавчо закріплював дискримінацію жінок щодо отримання спадщини і розлучення.
У червні 2008 Зоя дала покази Комісії з прав людини Бундестагу, щоб схилити уряд Німеччини до виведення військ з Афганістану.

## Нагороди
За діяльність у галузі захисту прав людини і демократії RAWA була відзначена 16 нагородами і дипломами, серед яких шоста Азійська премія за діяльність у галузі захисту прав людини (Asian Human Rights Award) (2001 р.), нагорода Французької Республіки за діяльність у галузі захисту прав людини «Свобода, рівність, братерство» (French Republic's Liberty, Equality, Fraternity Human Rights Prize) (2000 р.), Ісламбадська меморіальна нагорода ім. Емми Хамфріз (Islamabad Emma Humphries Memorial Prize) (2001 р.), премія «Жінка року» журналу Glamour (Glamour Women of the Year) (2001 р.), Міжнародна премія в галузі журналістики SAIS-Novartis (SAIS-Novartis International Journalism Award) Університету Джона Гопкінса (2001 р.), Диплом спеціального визнання Конгресу (Certificate of Special Congressional Recognition) від Конгресу США (2004 р.), почесний докторський ступінь бельгійського Антверпенського університету за видатні не навчальні досягнення, а також багато інших нагород.

## Думки про RAWA
У книзі Анни Бродські «Щосили: Революційна асоціація жінок Афганістану» (With All Our Strength: The Revolutionary Association of the Women of Afghanistan) всесвітньо відомі письменники та правозахисники діляться своїми думками про RAWA. «Кожному з нас потрібна своя маленька RAWA», — говорить Арундгаті Рой. Ів Енслер, авторка «Монологів вагіни» (The Vagina Monologues), вважає: «RAWA повинна стати зразком для будь-якого колективу, що бореться з жорстокістю». Свою підтримку Асоціації висловили Кейта Полліт, яка написала «Предмет суперечок: сприйняття і розбіжності в питаннях жінок, політики та культури» (Subject to Debate: Sense and Dissents on Women, Politics, and Culture), а також пакистанці, що пишуть про RAWA, Ахмед Рашид, автор «Талібан і джихад» (Taliban and Jihad), і Асма Джахангір, спеціальна доповідачка ООН і відома активістка, яка бореться за права жінок у Пакистані.